# Irina Selezneva
Irina Stanislavovna Selezneva ou Selezniova (Ири́на Станисла́вовна Селезнёва), née le 8 septembre 1961 à Kiev (URSS) est une actrice soviétique. Elle a pris plus tard la nationalité israélienne.  

## Biographie
Irina Selezniova est diplômée en 1983 de l'institut d'art dramatique de Léningrad dans les classes d'Arkadi Katzman et de Lev Dodine. Elle travaille au théâtre Gorki et au Petit Théâtre dramatique de Léningrad.
Elle émigre en 1990 en Israël avec son premier mari, le musicien et acteur Maxime Leonidov. Elle travaille alors au théâtre de chambre de Tel Aviv dont elle est une actrice de premier plan. Elle joue aussi en Russie et cesse de jouer à la fin des années 2000.
Elle demeure ensuite à Londres avec son nouveau mari Wilf.

## Actrice

### Cinéma
- 1985 — Один за всех! Un pour tous! (court métrage musical télévisé)
- 1985 — Грустить не надо Il ne faut pas être triste (court métrage musical télévisé)
- 1987 — Крейцерова соната La Sonate à Kreutzer: Lisa Posdnycheva
- 1987 — Соблазн Séduction: Marina
- 1989 — Чёрный кот Le Chat noir (court métrage télévisé musical)
- 1994 — Московские каникулы Vacances moscovites: Luciana Farini
- 1995 — Игра воображения Jeu d'imagination: Larissa
- 1998 — Дважды Бускила Doùble Bouskila: Katia
- 2007 - 2008 — Эра Стрельца L'Âge du sagittaire: Irina Serebriakova
- 2008 — Передел. Кровь с молоком Répartition. Du sang avec du lait: Svetlana Vassilievna Drobych, directrice du combinat

### Théâtre
- «Ах, эти звёзды!» Ah ces stars!— 1983. Spectacle de diplôme (revue parodique). Elle imite Robertino Loreti, Anna German, Nani Bregvazdé et Lioubov Orlova.
- Амадей Amadeus (théâtre Tovstonogov)
- «В сторону солнца» Du côté du soleil (Petit Théâtre dramatique)
- Laurent: «Звезды на утреннем небе» Étoiles dans un ciel matinal (Petit Théâtre dramatique)
- Satyrova: Блажь Caprice (Petit Théâtre dramatique)
- Любовник L'Amoureux (théâtre de chambre, Tel Aviv)
- Чайка La Mouette (théâtre de chambre, Tel Aviv)